# Pancéřníček zelený

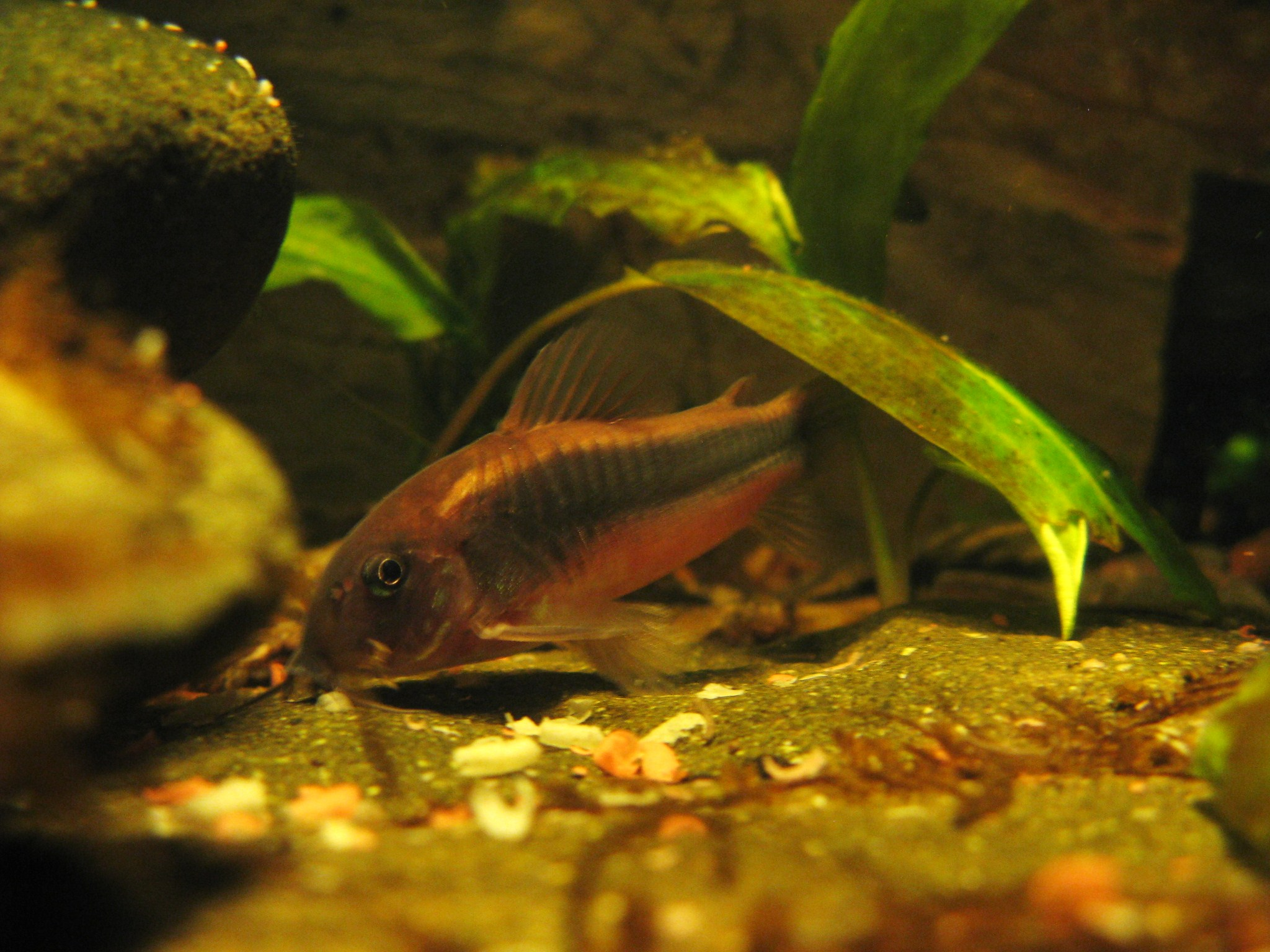
Pancéřníček zelený (Corydoras aeneus)

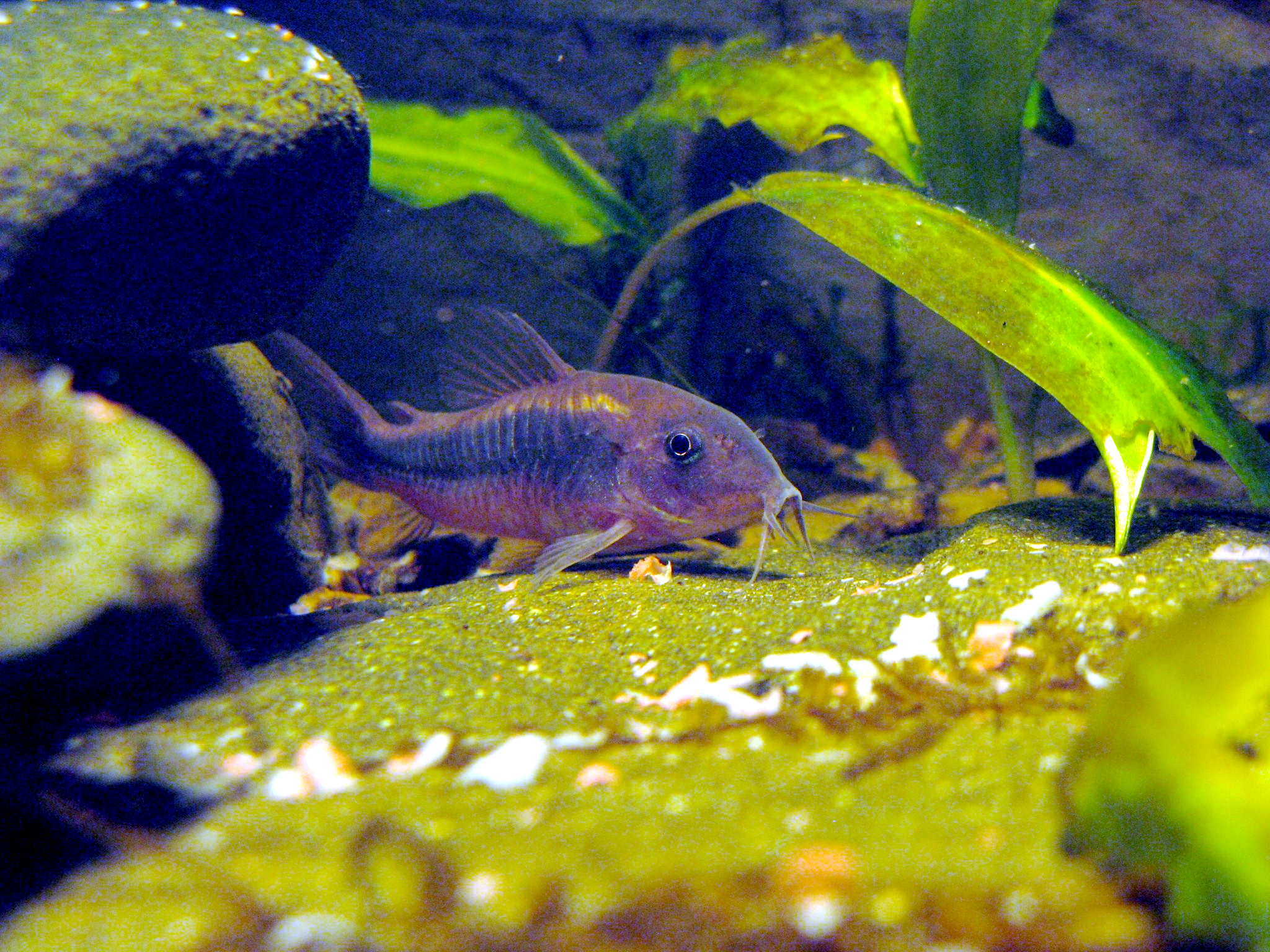
Pancéřníček zelený (Corydoras aeneus)

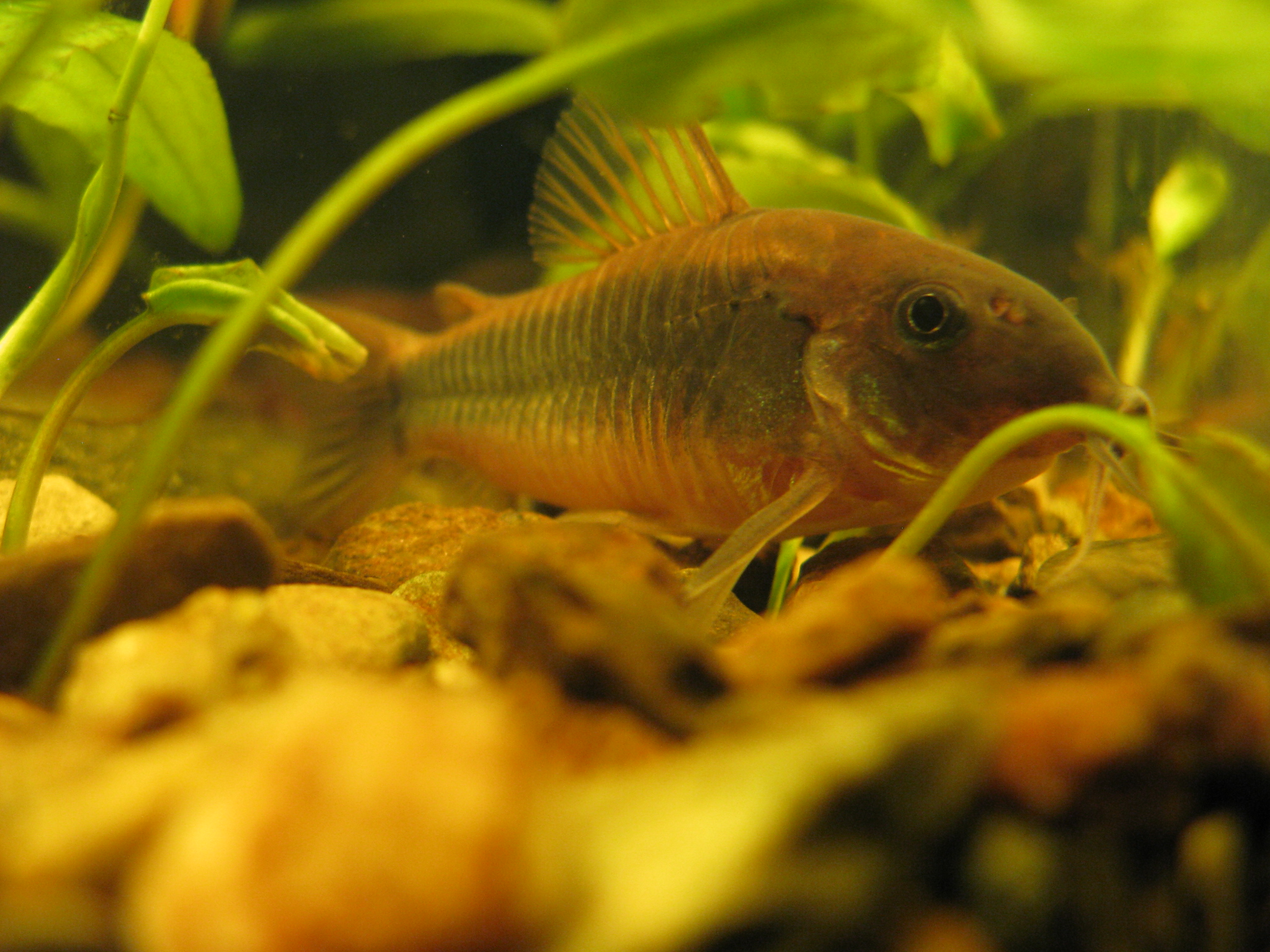
Pancéřníček zelený – samička (Corydoras aeneus)

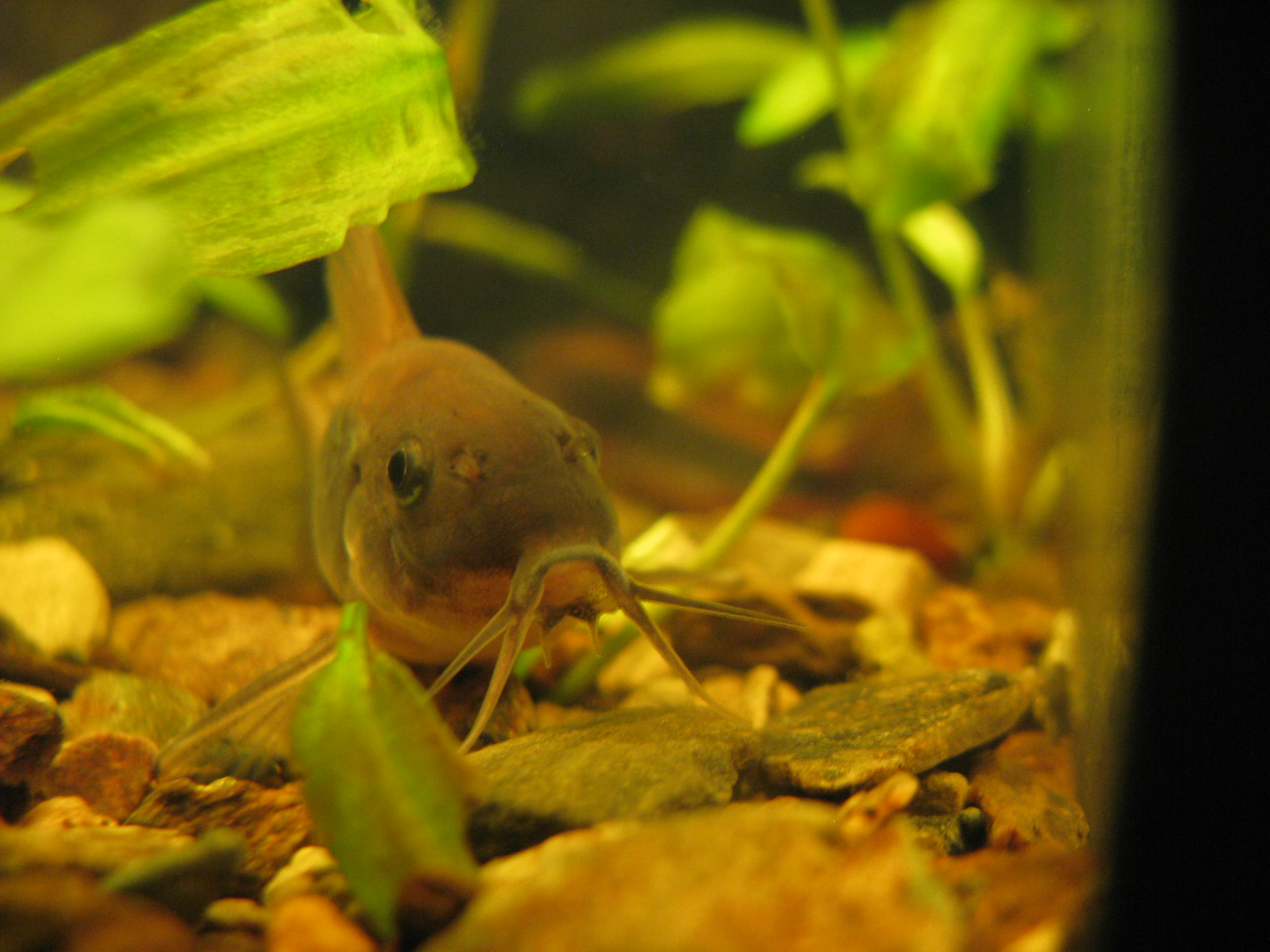
Detail tlamky (Corydoras aeneus)

Pancéřníček zelený (Corydoras aeneus) je drobná sladkovodní rybka z velmi početného rodu Corydoras, tvarem a velikostí velmi podobná pancéřníčku skvrnitému (Corydoras paleatus), coby jednomu z nejznámějších a nejrozšířenějších představitelů tohoto rodu.

## Synonyma
- Corydoras macrosteus Regan, 1912
- Corydoras microps Eigenmann & Kennedy, 1903
- Corydoras schultzei Holly, 1940 – pancéřníček zlatopásý
- Corydoras venezuelanus Ihering, 1911
- Hoplosoma aeneum Gill, 1858

## Popis
Základní zbarvení těla je hnědavé s nádechem olivově zelené po bocích a s poměrně velkou hřbetní ploutví. Na hřbetě je tělo tmavší mírně průsvitné, lesklé a na bříšku žlutavě lesklé. Na tmavý hřeben hřbetu navazují na bocích široké zlatě lesklé pásy, které se při dopadu světla nádherně odrážejí od tmavě zelené a černé střední části boků. Spodní část trupu je sytě žlutá. Hlava a skřele jsou tmavě hnědé. Tlamka má čtyři vousky. Ocasní ploutev je vidlicovitě vykrojená. Ploutve jsou průhledně šedé.
Pancéřníčci žijí a pohybují se výhradně u dna, jen občas se bleskově vydávají k hladině pro porci vzdušného kyslíku, neboť k dýchání částečně využívají i vzdušný kyslík. Obzvláště pokud je zhoršená kvalita vody. Jsou to všežravci a potravu sbírají hlavně ze dna.
Přes den rádi vyhledávají úkryty v různých štěrbinách, kapsách a v jeskyních. Jsou to rybky poměrně plaché a mají raději přítmí. Proto vyhledávají temnější hustě zarostlé partie toků s dostatkem úkrytů.
Dorůstají velikosti až 7 cm a dožívají se až 10 let.
Sameček je menší a štíhlejší a má hřbetní ploutev vyšší a zašpičatělou.
Samička je větší a robustnější.

## Rozšíření
Pochází z Jižní Ameriky a přirozenou lokalitou výskytu jsou malé přítoky Amazonky (Rio Amazon) a malé toky a potoky v Argentině, Bolívii, Brazílii, Ekvádoru, Peru, Kolumbii, Surinamu, Trinidadu a Venezuele.

## Chov
Teplota: 20 – 22 °C
Kyselost: 6,5 – 7,5 pH
Tvrdost: 5 – 20 °dGH
Běžný chov v nádržích střední velikosti 50 až 100 litrů. Je nenáročná na vodu, přesto pravidelná výměna části objemu vody je žádoucí. Zdržuje se převážně ve spodních vrstvách nádrže. Miluje hustě osázená akvária s volným prostorem a s tlumeným osvětlením a s množstvím přirozených úkrytů u dna akvária, které zajistí např. vhodně poskládané ploché kameny, podobně jako různé kořeny či keramické střepy, trubky, apod. Kvůli střevnímu dýchání potřebuje přístup k vodní hladině. Dno jemně písčité a tmavého zbarvení. Je vhodné, aby štěrk na dně nebyl ostrý, abychom předešli možnosti poranění ryb při hledání potravy.
Je to nenáročný druh vhodný do jakéhokoli společenského akvária, kde jsou neagresivní ryby. Vůči ostatním rybkám jsou tito sumečci neteční a nevšímaví. U těchto druhů je lépe chovat více samečků než samiček a chovat by se měli vždy ve skupině minimálně tří kusů, nejlépe však v počtu 5 až 10 ryb. Jelikož se jedná o všežravce, mohou dostávat téměř vše, jen nesmíme zapomínat, že jsou to ryby dna a mnohdy se ke dnu nedostane dostatek potravy. Na druhou stranu, při nadbytku rybky významně napomáhají k likvidaci zbytků nezkonzumované ostatními rybami. Ideální jsou pelety, které rovnou padají na dno a ostatní ryby je nestihnou pozřít.
Tento druh existuje i v albinotické formě. Vyšlechtěné barevné variety jsou teplomilnější, než původní druhy.

## Rozmnožování
Tento druh pancéřníčků se množí poměrně snadno. Doporučuje se vytíračka objemu asi 30 litrů s teplotou vody cca 24 °C s pH neutrální a tvrdostí 7–8 °dGH a nádrž doplnit širokolistými volně plovoucími rostlinami. Chovné ryby přemístíme do vytíračky a vydatně krmíme. Samičky jsou připraveny ke tření ve věku 1 až 1,5 roku a poznáme to podle jejich výrazného zakulacení bříška a zvýšenému zájmu samečků. Do tření je třeba dávat na 1 samičku alespoň 2 samečky, protože jeden sameček nedokáže oplodnit tolik jiker. Ke tření dojde zpravidla do týdne obvykle večer. K iniciaci tření je vhodné po několik dní zvýšit teplotu až na 28 – 29 °C, a potom teplotu snížit na hodnotu, při které byly rybky běžně chovány. Případná větší výměna vody způsobí ten samý efekt. Vlastnímu tření předchází dlouhé milostné hry a tzv. plané tření. Po těchto přípravách dochází ke skutečnému tření. Samci se o samičku aktivně zajímají a v klasické pozici samec uchopí samičku prsní ploutví za vousky. Ta do kapsy z břišních ploutví vypustí 3–5 jiker. Samička posléze klade asi 1 mm velké bílé jikry, které přilepí na předem svými vousky očištěná místa – převážně na sklo, ale i na rostliny v nádrži. Toto to několikrát opakuje.
Na aktu čištění podkladu, který předchází třecímu aktu, se podílí samička i samečci. Na rozdíl od jiných druhů rodu Corydoras se však u druhu Corydoras aeneus (schultzei) na čištění podkladu podílí pouze samička. Samice naklade v přírodě až 400 kusů jiker (v našich podmínkách většinou však mnohem méně, průměr je 30–50). Procento neoplozených jiker bývá poměrně vysoké. Jikry jsou zprvu bílé, později zhnědnou. Po tření je vhodné rodiče odlovit. Vytíračku dobře prokysličujeme a pravidelně měníme část vody stejné teploty, aby nedošlo k zaplísnění jiker.
Potěr se líhne do pěti dnů a je zprvu 4 mm dlouhý, po strávení žloutkového váčku pak cca 5 mm. Za další dva dny začíná přijímat potravu. Jako první krmení použijeme nejlépe čerstvě vylíhlé nauplie artemií či jemný prach. Při dobrém krmení je možné mít za měsíc a půl rybky ve velikosti okolo 1,5 cm.
Malé rybky pohlavně dospívají asi po roce.